# Uozzap
Uozzap è un programma televisivo italiano di videoframmenti, in onda su LA7.

## Il programma
Il programma si compone di spezzoni di vecchi e attuali programmi e filmati di repertorio trasmesso da LA7 dalla sua nascita.
La prima puntata è andata in onda l’8 luglio 2018.
Inizialmente era previsto soltanto nel periodo estivo, ma visto il successo ottenuto è stato confermato anche per la stagione invernale andando in onda ogni domenica prima alle 14:00 e successivamente alle 9:35. La seconda edizione estiva prende il via il 30 giugno 2019 con il titolo di Uozzap Classic andando in onda sempre ogni domenica inizialmente alle 20:30 e successivamente alle 10:00.
L’edizione estiva del programma è dedicata a un personaggio televisivo mostrando spezzoni dei vari programmi dell’emittente sia presenti che passati rispettivamente di LA7 e TMC dove è stato protagonista mentre l’edizione invernale mostra soltanto i migliori frammenti dei programmi andati in onda durante la settimana.
Gli stralci di programmi andati in onda risalivano fino al 1985 e non oltre, come sollevato nelle critiche di alcuni telespettatori: infatti, l'archivio di TMC di proprietà di LA7 oggi risale fino al 1985, e si limita ai programmi realizzati nelle sedi italiane, perché non dispone degli archivi delle produzioni realizzate nella sede del Principato di Monaco quando la proprietà era della franco-monegasca Télé Monte Carlo, in quanto non sono stati ceduti a Rede Globo, nuova proprietaria di TMC a partire proprio dal 1985. 
Nel periodo natalizio invece va in onda con il titolo di Uozzap Collezione mostrando i migliori frammenti dei programmi attuali di La7 trasmessi nel corso dell’anno.
Dal 2022 l’edizione estiva cambia nome in Uozzap comic.